# Blenheim (Nuova Zelanda)
Blenheim (IPA: ˈblɛnɪm), in maori Waiharakeke) è una città della Nuova Zelanda con 30 500 abitanti, capoluogo della regione di Marlborough, all'estremità nord-orientale dell'Isola del Sud.
La città prende il nome dalla battaglia di Blenheim (Baviera, 1704), vinta dalle truppe britanniche comandate dal generale John Churchill, I duca di Marlborough (al quale fu a sua volta intitolata la regione della quale Blenheim è il capoluogo).
Benché fondata con i primi insediamenti inglesi nelle nuove terre oceaniche, la storia di Blenheim, che prima dell'arrivo degli europei era abitata da maori fin da circa il XII secolo e.v., inizia sostanzialmente con l'istituzione di Marlborough come entità amministrativa separata da Nelson (1859).